# Matsudaira Nobuyori
Matsudaira Nobuyori est un nom japonais traditionnel ; le nom de famille (ou le nom d'école), Matsudaira, précède donc le prénom (ou le nom d'artiste).
Matsudaira Nobuyori (松平 信順, 14 juillet 1793-19 avril 1844) est un daimyo de l'époque d'Edo qui dirige le domaine de Yoshida. Il occupe plusieurs postes dans le shogunat Tokugawa dont celui de Kyoto shoshidai et rōjū.